# 竹之御所流精進料理
竹之御所流精進料理（たけのごしょりゅうようじんりょうり）は、精進料理形式の一つ。皇女向けに発展したという独特な歴史的背景がある。

## 概要
竹之御所流精進料理は、京都の尼五山に数えられる比丘尼御所の曇華院にて、通玄寺時代から含めて660年の伝統がある。比丘尼御所（現在の名称は尼門跡寺院）は基本的に一般公開されていないため、近代までほぼ知られていなかった。
昭和に入って東京の尼寺三光院(東京都小金井市)にて、一般提供されるようになった。
曇華院より飛鳥井慈孝尼門跡が、三光院の初代責任役員の形で西野奈良江開基より招かれた。実際に居を移すわけにはいかなかったので、次期曇華院門跡候補だった米田祖栄和尚が、三光院代表役員として京都より東京に移り住み、間もなく三光院にて竹之御所流精進料理を振る舞うようになる。
当初は、三光院に集まる文化人や支援者に限定して振る舞われていたのだが、シャンソン歌手の石井好子が自身の連載エッセイの中で、「京都になんか行かなくても、東京武蔵野で本物の精進料理がいただける」と記したことで話題になり、問い合わせが殺到。
後に三光院の住職にもなる星野香栄（当時は菊久子）の助言もあり、檀家制度を取っていなかった三光院の運営手法として、一般向けにも提供されるようになった。正式な形式としては日本で唯一、三光院でのみ体験できる。曇華院においても「料理は三光院にて継続されている」と説明されている。
他の精進料理にはない特徴として
1. カイシキ（快敷）や飾り花と呼ばれる、食べることを目的とせず、視覚を楽しませるためだけの草花が皿の上を彩る。（一般の精進料理は、皿に乗るものは全て食せるもので構成される）
2. 調理しながら一皿づつ提供される。普茶料理（中国由来）の大皿料理や、雲水修行飯（宿坊飯）の御膳提供と異なり、料理は作り立てが一番美味しいとの価値観から、仕上げ調理は必ず直前に行う贅沢さがある。
3. 器は全て焼き物陶器で、塗り物は使用しない。そもそも塗り物は白木の器を長持ちさせるために生まれた庶民文化で、御所、比丘尼御所においてはお庭焼きを含めて、自前の焼き物で揃える文化が続いた。

雅寂（みやびさび）と呼ばれる、華やかさと素朴さを併せ持つ特徴が、器にも味にも表現されている。
五色、五法、六味の調理技術がお知られており、他の料理にない味覚としては、六番目の味覚である「淡味（たんみ）」を掲げている。出汁や刺激物は使用されず、素材そのものの味を引き出すことを大事にしている。
また、あくまで禅宗料理であるため、ただ美味しい野菜料理となることは許されず、全ての献立には禅的思想が盛り込まれる。
色の中では紫が特に重宝される。これは紫衣を東山天皇から贈られた歴史的な背景が由来。紫色を持つ唯一の和野菜である茄子は一品料理として使われる。
流派として発展しなかった調理法として、もどき料理、燻製料理、保存食がある。これらは権力者からの石高寺領で近代まで運営されていたためと推測される。